# Buhnenwerder (Beetzsee)
Die Insel Buhnenwerder ist eine Insel im zur Stadt Brandenburg an der Havel gehörenden Beetzsee gegenüber dem Dorf Lünow. Sie ist seit 1930 als Möweninsel Buhnenwerder als Naturschutzgebiet ausgewiesen. Auf der Insel befindet sich eine Burgwall genannte leichte Anhöhe. Aufgrund archäologischer Funde sind Teile der Insel als Bodendenkmal ausgewiesen. Neben Buhnenwerder im Beetzsee gibt es innerhalb des Gebiets der Stadt Brandenburg noch eine weitere Insel Buhnenwerder zwischen dem Plauer, Breitling- und Möserschem See.

## Lage
Buhnenwerder liegt im nördlichen der drei Seenbecken des Rinnensees Beetzsee, das historisch auch Lünower oder Bagower See genannt wurde. Wie der Beetzsee über seine gesamte Ausdehnung so gehört auch Buhnenwerder zum Gebiet der kreisfreien Stadt Brandenburg. Sie hat eine Größe von etwa sieben Hektar bei einer Länge von etwa 450 Metern und einer Breite von etwa 230 Meter.

## Naturschutzgebiet
Die Insel Buhnenwerder wurde bereits am 1. April 1930 mit einer Verordnung des Regierungspräsidenten zum Naturschutzgebiet erklärt. Sie ist damit das älteste Naturschutzgebiet der Stadt Brandenburg. Auf der Insel befand sich eine große Brutkolonie Lachmöwen, die Ziel der Unterschutzstellung war. Bereits 1929 hatte der Volksbund Naturschutz Buhnenwerder gepachtet und eine Beobachtungsstation aufgebaut. In der Zeit der Eiablage wurde die Brutkolonie überwacht und vor Plünderungen der Gelege geschützt. Auch war Buhnenwerder frühzeitig Gegenstand wissenschaftlicher Arbeiten über Lachmöwen. So wurden Jungtiere und Zugverhalten dokumentiert.
In der Zeit des Zweiten Weltkriegs wurden die Gelege auf der Insel massiv geplündert und Buhnenwerder als Truppenübungsgelände genutzt, was zu einem Verschwinden der Brutkolonie führte. Nachdem nach Ende des Krieges das Gebiet jedoch erneut unter Schutz gestellt worden war, kam es rasch zur Wiederansiedlung der Vögel. Seit Ende der 1950er Jahre sind die Bestände jedoch rückläufig. Weitere Tierarten auf der Insel sich Flussseeschwalbe, Drosselrohrsänger, Rohrammer, Rohrdommel und Europäische Sumpfschildkröte.

## Archäologische Funde
Zentral auf der Insel befindet sich eine künstliche Anhöhe, die Burgwall genannt wird. Bei archäologischen Ausgrabungen wurden auf Buhnenwerder ein bronzezeitliches Gräberfeld entdeckt. In der Denkmalliste des Landes ist von einem Einzelfund aus der Bronzezeit die Rede. Weiterhin wurden Reste einer slawischen Siedlung, Keramiken und Herdsteine gesichert. Die Fundplätze sind ein eingetragenes Bodendenkmal.